# Сотина
Сотина (словен. Sotina, мађ. Hegyszoros) је насељено место у општини Рогашовци, Помурска регија, Словенија.

## Историја
До територијалне реорганизације у Словенији била је у саставу старе општине Мурска Собота.

## Становништво
У попису становништва из 2011. године, Сотина је имала 355 становника.
| Број становника према пописима | Број становника према пописима | Број становника према пописима |
| ------------------------------ | ------------------------------ | ------------------------------ |
| 1991                           | 2002                           | 2011                           |
| 478                            | 394                            | 355                            |

## Галерија
- ватрогасни дом
- сеоска њива
- орах
- Сотински брег
- Сотински брег